# Mittelbau-Dora

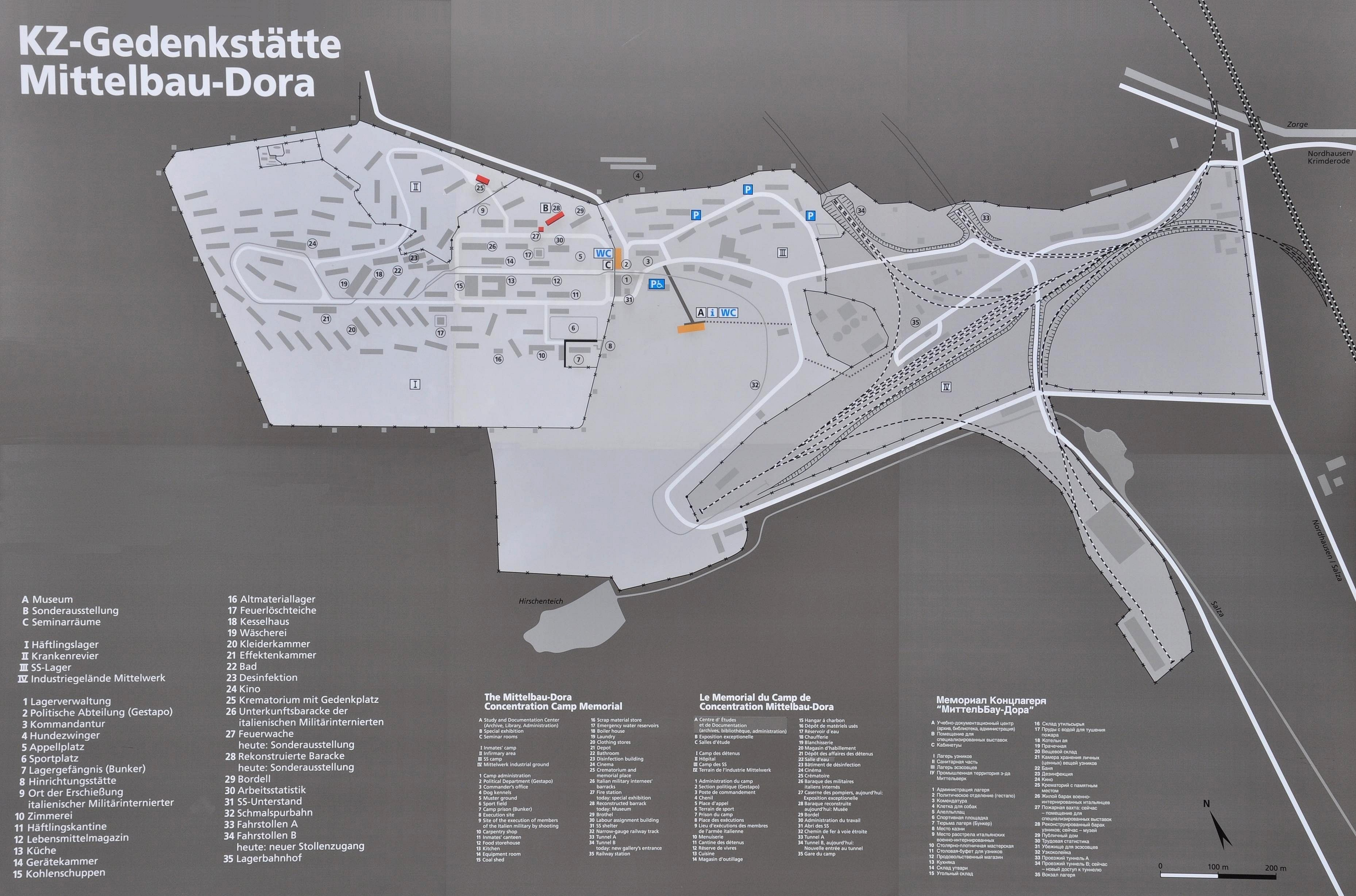
A tábor térkép angol, francia és orosz jelmagyarázattal

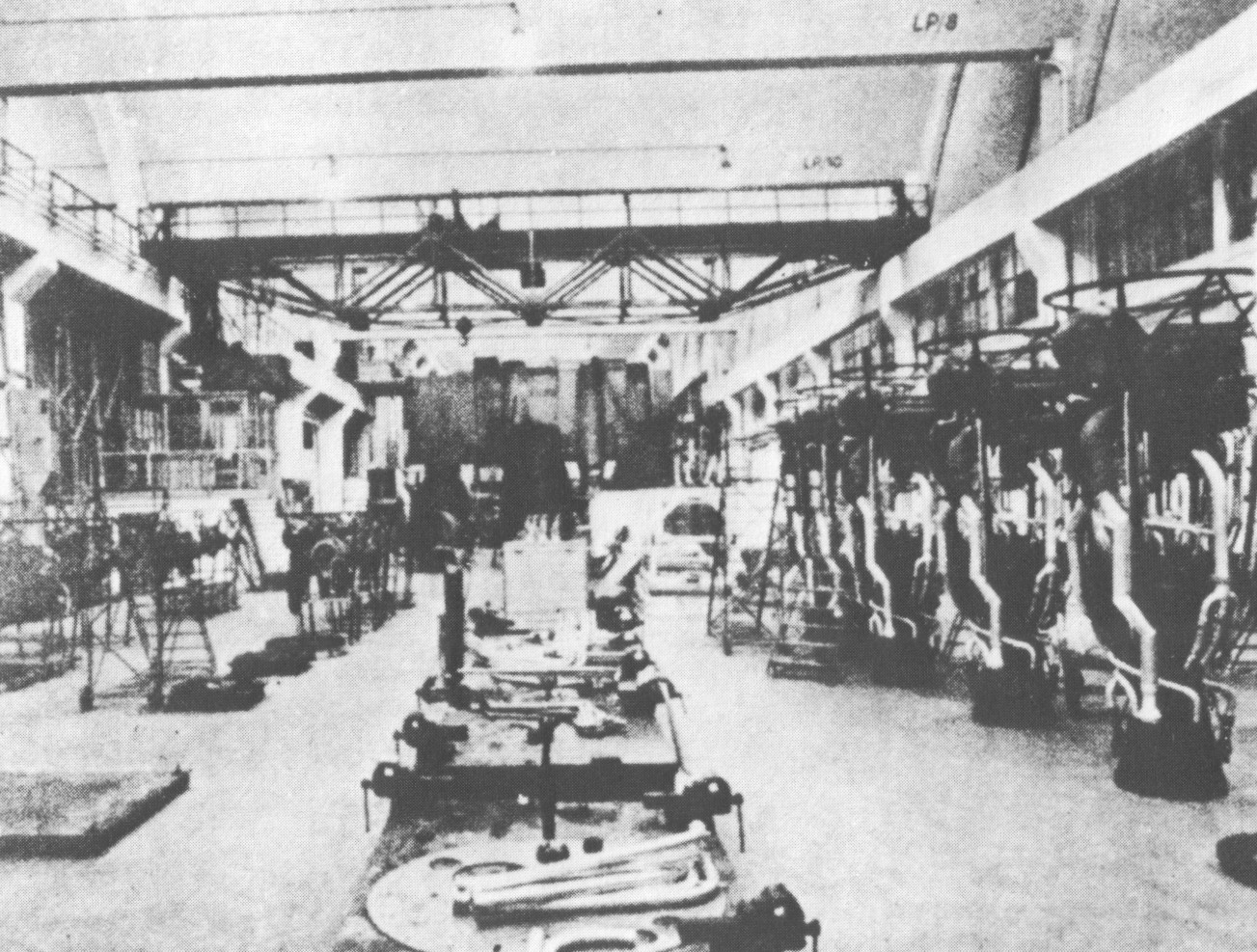
A Mittelbau-Dora tábor fegyvergyárának belseje

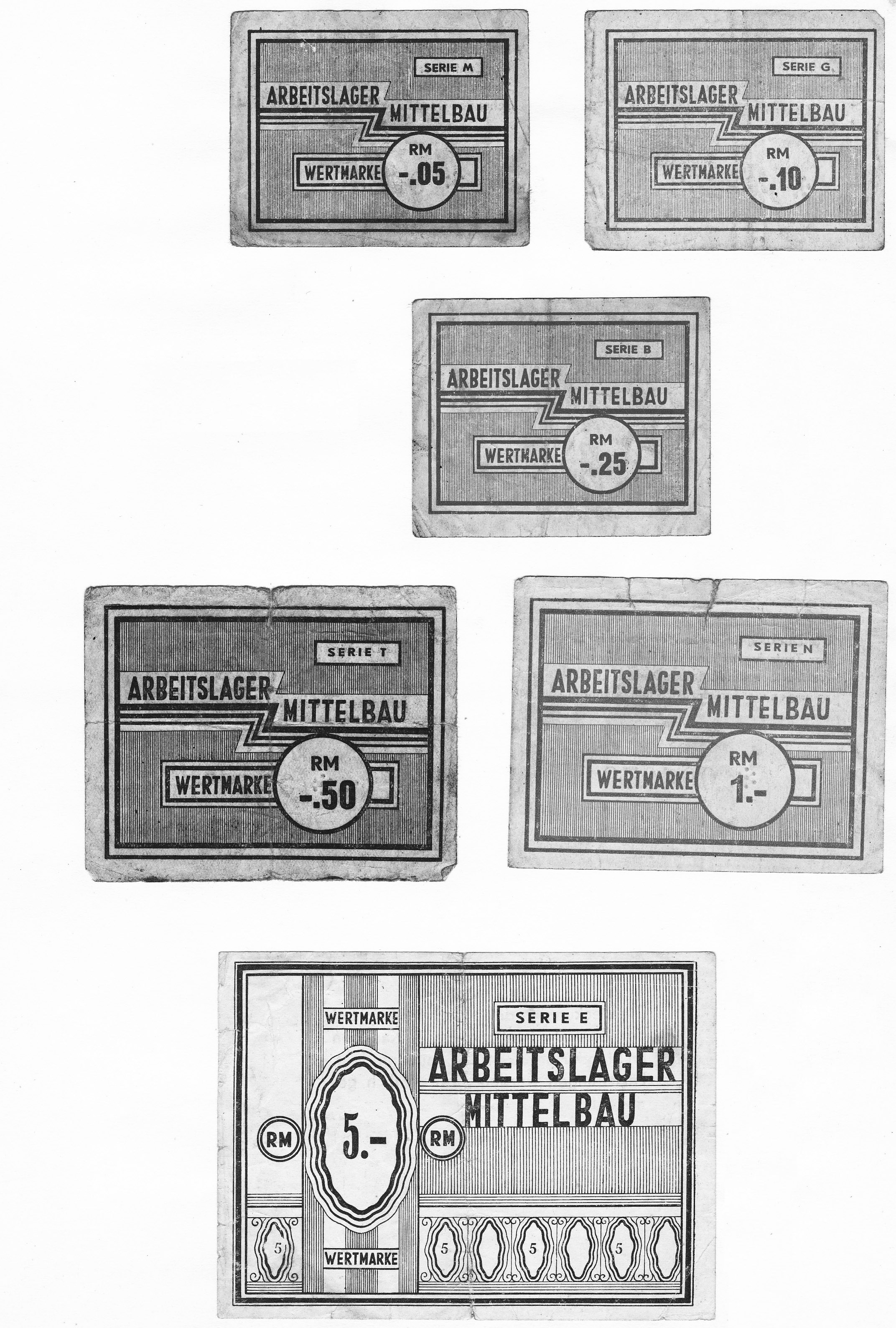
Tábori pénz

A Mittelbau-Dora egy náci koncentrációs tábor volt, amelyet 1944-ben építettek a németországi Nordhausen közelében, a türingiai Harz hegyláncától délre. A tábort kifejezetten német csodafegyverek gyártására építették, különös tekintettel a V–2-rakétákra. További 40 altábor dolgozott alatta.
A foglyok többsége férfi volt, bár a Groß Werther-altáborban egy kis női kontingens is jelen volt: mindmáig azonban csak egy Dorát szolgáló női őr, Lagerführerin Erna Petermann neve ismert. Tudható azonban, hogy az ott internált nők számára a bánásmód nem volt kevésbé kemény, mint a férfiaké.
Összesen 60 000 foglyot internáltak, ebből 12 000 „hivatalosan” halt meg; a teljes halálesetszámot azonban körülbelül 20 000 emberre becsülik, beleértve a katonai és ipari létesítmények bombázása során, valamint az 1945-ös kitelepítések során bekövetkezett haláleseteket.
Mittelbau-Dorában találták meg a felszabadítást követő napokban az Auschwitz-albumot egy volt SS-házban, a mintegy 200 fényképből álló gyűjteményt, amelyet SS-katonák készítettek a Birkenau megsemmisítő táborban (Auschwitz II) 1944 május-júniusában. Az album valószínűleg Richard Baeré volt, aki 1944 májusától 1945 januárjáig parancsnok volt Auschwitzban, mielőtt átvette a Mittelbau-Dora koncentrációs tábor vezetését.

## A Mittelbau-Dora altáborainak listája
- Artern
- Blankenburg
- Gross-Werther
- Harzungen
- Hohlstedt
- Kleinbodungen

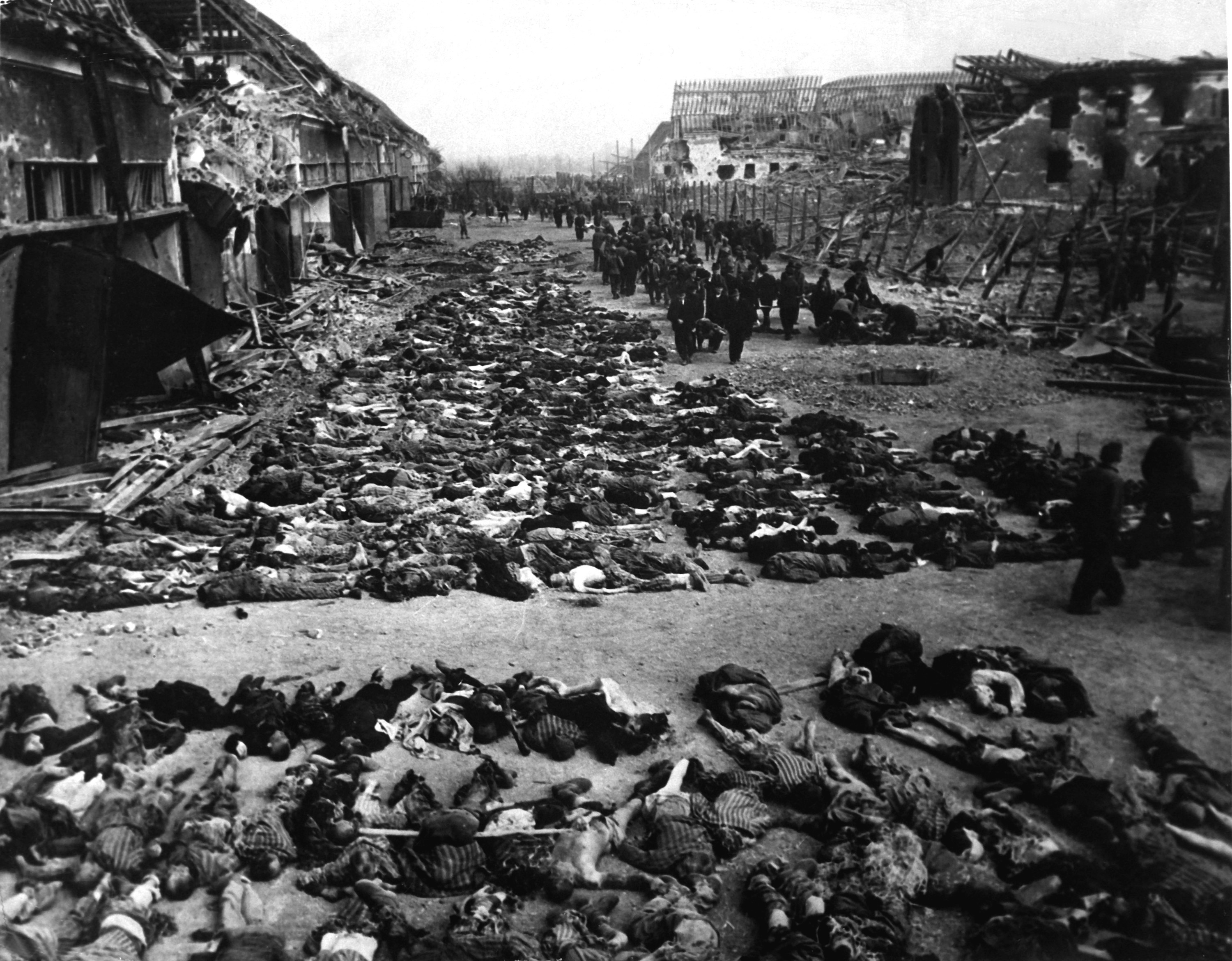
1945. április 12-én a Nordhaushen várostól délkeletre fekvő Boelcke-laktanya, amelyet a brit légierő 1945. április 3. és 4. között bombázott, 1300 foglyot megölt. A laktanya alkotta a Mittelbau-Dora tábor egyik altáborát. A tábor halálra ítéltjeit ott börtönözték be, és 1945 januárjától számuk néhány százról több mint hatezerre emelkedett, napi száz ember halálával

- Langenstein-Zwieberge (szintén Buchenwald altábora)
- Niedersachswerfen
- Nordhausen
- Osterode am Harz
- Roßla
- Rottleberode
- Salza / Thüringen
- Sangerhausen
- Sollstedt
- Wieda
- Woffleben
- Kizárólag lengyelekből álló építőcsoportok:
  - Baubrigade 4
  - Baubrigade 7
  - I. Baubrigade
  - Baubrigade III
  - Baubrigade IV
  - V. Baubrigade – Nyugat
  - A Baubrigade VI

## Bibliográfia

### Olasz deportáltak emlékei
- Pio Bigo, A Gliwice-háromszög. Hét koncentrációs tábor emléke, Edizioni dell'Orso, Alessandria, 1998, ISBN 88-7694-347-1
- Osiride Brovedani, Buchenwaldtól Belsenig – Egy deportált emlékiratai, újranyomás 2017, ISBN 9788894241730
- Aldo Valerio Cacco, A klarinét a Lagerben: börtönnapló 1943-1945, (szerkesztette Patrizio Zanella), Messaggero, Padova, 2009, ISBN 978-88-250-1943-8
- Mario D'Angelo, A V2 alagútjában. Egy deportált emlékei Dórába, Murziába, Milánó, 2008, ISBN 978-88-425-3573-7
- Carlo Slama, Kőkönnyek, Ugo Mursia Editore, Milánó, 2003, ISBN 978-88-425-3079-4
- Calogero Sparacino, Börtönnapló, La Pietra Editions, Milánó, 1984

### Egyéb források
- Richard Pouzet, Dora. Propos d'un bagnard à ses enfants, A. Castet, Párizs, 1946

## Fordítás
Ez a szócikk részben vagy egészben  a   Campo di concentramento di Mittelbau-Dora című olasz Wikipédia-szócikk ezen változatának fordításán alapul.  Az eredeti cikk szerkesztőit annak laptörténete sorolja fel. Ez a jelzés csupán a megfogalmazás eredetét és a szerzői jogokat jelzi, nem szolgál a cikkben szereplő információk forrásmegjelöléseként.